# اقبال الدوله
اقبال‌ الدوله معروف به بویوک‌ خان اقبال‌ الدوله (۱۲۴۰-۱۲۹۸ ارومیه) یکی از سرداران صاحب‌ نام آذربایجان در عهد ناصری فرزند لطفعلی خان سرتیپ بود.

## زندگی
بویوک‌ خان اقبال‌ الدوله سال ۱۲۴۰ قمری در ارومیه متولد شد و در سال ۱۲۶۸ قمری به منصب سرهنگی فوج افشار رسید و به همراه آن فوج روانه خراسان شد. سال ۱۲۸۰ قمری به امر سلطان مراد میرزا حسام‌ا لسلطنه، حاکم فارس به فارس رفت. ۴ سال بعد به ارومیه بازگشت و در سال ۱۲۸۹ قمری ملقب به اقبال‌ الملک شد. چندی بعد، پس از فوت برادرش شجاع‌ الدوله به فرماندهی لشگریان افشار رسید و حاکم ارومیه شد و اقبال‌ الدوله لقب گرفت.
اقبال‌الدوله با دختر علی‌قلی‌خان آجودان‌باشی ازدواج کرد و صاحب فرزندان شد. یکی از دختران او به همسری اردشیرخان شجاع‌ الدوله درآمد. چنگیز اقبالی که مدتی ریاست انجمن شهر ارومیه را به عهده داشت و رحمت‌ الله اقبالی، هفتمین شهردار ارومیه از نوادگان اقبال‌ الدوله محسوب می‌شدند.

## حملات عبیدالله نهری و مقابله اقبال الدوله
حمله شیخ عبیدالله به ارومیه در تاریخ ارومیه خیلی اهمیت داشت؛ می‌توان گفت که خیلی از وقایعی که در یکصد سال اخیر در آذربایجان و به ویژه ارومیه رخ داده از همین واقعه سرچشمه می‌گیرد.
شیخ برای تحریک عوام اعلان جهادی نوشته و در میان ایلات و عشایر کرد منتشر نمود. پس از انتشار این اعلان عشایر کرد به دور او جمع شده و قوایش رو به فزونی نهاد. پیش از آن بسیاری از عشایر اطراف مهاباد(ساوجبلاغ) به ویژه حمزه آغا منگور و ایل منگور  مامندآقا پیران و ایل پیران هم  به علت ستم‌های حاکم آن به شیخ پیوسته و او را تقویت و تحریک به طغیان کرده بودند. شیخ پسر خود عبدالقادر را به تصرف مهاباد فرستاد که با مقاومتی رو به رو نشد، پس از آن به میاندوآب حمله کرد و با مقاومت شدید اهالی مواجه گشت، پس از رسیدن قوای کمکی، مهاجمان شهر را تصرف کرده و کشتاری بزرگ به راه انداختند و شهر را آتش زدند. سرانجام پس از عبور از دهستان ملک کندی و غارت آنجا و حملهٔ نافرجام به بناب قشون شیخ به ارومیه رسید. در پانزدهم ذی‌قعده ۱۲۹۷ هجری قمری، حاکم ارومیه، اقبال‌ الدوله، برای دفع اشرار در حوالی شهر اردو زده بود؛ یکی از سران عشایر شیخ را از بی‌دفاع بودن ارومیه آگاه ساخت و به حمله ترغیب نمود. شیخ به محض دریافت نامه قوای خود را متمرکز ساخته و از محال ترگور حرکت کرده در روستای سیر اردو زد. فردای آن روز نامه‌ای به ارومیه فرستاد و خواستار تسلیم شهر شد.
بزرگان ارومیه پس از مشورت به اقبال‌ الدوله اطلاع دادند تا به شهر بازگردد؛ به شیخ نیز نامه‌ای نگاشته و خواستار سه روز مهلت برای آماده شدن جهت استقبال از موکب وی شدند. شیخ نیز غافل از موضوع دو روز مهلت داد به شرطی که اهالی اقبال‌ الدوله را به شهر راه ندهند. در این فاصله مردم به استحکام برج و بارو و دروازه‌ها پرداختند و اقبال‌الدوله نیز با توپخانه و سرباز به شهر آمده و موجب استظهار و قوت قلب اهالی گشت. سرانجام شیخ سپاه خویش را به سوی ارومیه سرازیر ساخت و شهر را در محاصره کرد.

## نصب تندیس اقبال الدوله در ارومیه

تابلو خیابان اقبال الدوله

در چهارشنبه ۷ شهریور ۱۴۰۳ سردیس بویوک‌ خان اقبال ‌الدوله افشار در نزدیکی خیابان اقبال الدوله و جنب مسجد تاریخی جامع ارومیه نصب شد.
این سردیس در جوار مسجد جامع ارومیه نصب شده است. جایی که به گفته مورخان محل زندگی بویوک‌ خان اقبال‌ الدوله افشار بوده و مقابل مسجد جامع هم نام اقبال‌ الدوله نامگذاری شده‌ است.